# (4125) Lew Allen
(4125) Lew Allen ist ein Hauptgürtelasteroid, der am 28. Juni 1987 von Eleanor Helin vom Palomar-Observatorium aus entdeckt wurde.
Der Asteroid wurde nach dem US-amerikanischen General Lew Allen Jr. benannt.